# Kogod School of Business
Kogod School of Business est l'école de commerce d'American University. Créée en 1955, c'est la plus ancienne école de commerce de la région de Washington DC et le premier établissement universitaire à proposer un diplôme MBA dans la capitale fédérale américaine.

## Caractéristiques
La business school porte le nom de Robert Kogod, titulaire d'un Bachelor of Science of Business Administration (BSBA) d'American University, devenu président de l'important groupe immobilier américain, Charles E. Smith Companies et mécène. 
L'école compte environ 1 300 étudiants aux trois cycles (graduate et undergraduate). Les étudiants aux cycles supérieurs poursuivent, pour la plupart, le programme MBA. Plus de 80 nationalités sont représentées au sein de la communauté étudiante internationale qui représente environ 40 % des effectifs pour 60 % d'étudiants américains.
Kogod School of Business est accréditée par l'AACSB (Association to Advanced Collegiate Schools of Business) et offre des spécialisations en finance, management, marketing, technologies de l'information et développements immobiliers.
En 2007, l'école a entamé d'importants travaux d'agrandissement, notamment avec la construction d'un bâtiment supplémentaire, qui se sont achevés en 2009.